# 鸾凤乡
鸾凤乡是中国福建省南平市光泽县下辖的一个乡。鸾凤乡是光泽县的主要产粮区。

## 行政区划
鸾凤乡下辖以下地区：
坪山村、武林村、饶坪村、油溪村、上屯村、君山村、崇瑞村、中坊村、十里铺村、高源村、双门村、黄溪村、大羊村、大陂村、文昌村、坪溪农场、王家际农场、综合农场和大陂良种场。

## 交通
- 鹰厦铁路